# هدى المراغي
هدى المراغي (بالإنجليزية: Hoda ElMaraghy)‏ ولدت في عام 1945م وهي أستاذة جامعية مصرية تحمل الجنسية الكندية ومديرة مركز أنظمة التصنيع والإنتاج الذكية في جامعة وندسور الكندية الذي أسسته مع زوجها الأستاذ الجامعي وجيه المراغي في يوليو عام 1994م. في العام ذاته أصبحت أول امرأة تتولى منصب عميد في الجامعات الكندية، بالإضافة لكونها أول امرأة كندية تحصل على درجة الدكتوراه في الهندسة الميكانيكية. في عام 2002م عُهِدَ إليها بمقعد أنظمة التصنيع المرنة في البرنامج الكندي لمقاعد البحث العلمى (CRC).

## الحياة الشخصية
ولدت هدى عبد القادر الجمال عام 1945والدها من محافظة الإسكندرية أمّا والدتها من مدينة المحلة الكبرى. عائلة زوجها هي ذاتها عائلة شيخ الأزهر السابق الإمام محمد مصطفى المراغي.

## الشهادات
- حصلت المراغى على شهادة البكالوريوس مع مرتبة الشرف في الهندسة الميكانيكية (تصميم وإنتاج) من جامعة القاهرة.[9]
- حصلت على درجتي الماجستير والدكتوراه من جامعة ماكماستر الكندية [10] في عامي 1972م و1974م على التوالي.[11]
- حصلت علىالدكتوراه الفخرية من جامعة شالمر للتكنولوجيا السويدية في عام2013م.[12]

## الحياة المهنية
- خلال مسيرتها المهنية قامت بنشر أكثر من 450 مقالة علمية.[3]
- كانت المدير المؤسس لمركز أنظمة التصنيع المرن في جامعة ماكماستر إلى أن تولت منصب عميد كلية الهندسة بجامعة وندسور في عام 1994م.[4]
- ساعدت أبحاثها في مجال التصنيع المرن الشركات المصنعة في جميع أنحاء العالم على التكيف والاستجابة لتغيرات السوق.[13]
- من أبرز انتماءتها المهنية:
  1. عضو في المهندسين المحترفين أونتاريو (PEO)، كندا.
  2. عضو في الأكاديمية الكندية للهندسة (CAE).
  3. عضو في الأكاديمية الدولية لبحوث الإنتاج (CIRP).
  4. عضو في الجمعية الكندية للهندسة الميكانيكية (CSME).
  5. عضو في جمعية مهندسي التصنيع (SME).

## الأبحاث
- العوامل التمكينية لأنظمة التصنيع المرنة والمتغيرة والقابلة لإعادة التشكيل.
- التطور المشترك والتطوير المشترك للمنتجات وأنظمة التصنيع من أجل استدامة الاقتصاد والطاقة.
- تصميم المنتج والتخصيص وإدارة التنوع.
- أنظمة التصنيع الذكية وعوامل التمكين الصناعية 4.0 ومصانع التعلم.

## الأوسمة
- حصلت على وسام أونتاريو في عام 2015م.[14]
- حصلت على وسام كندا في عام 2020م.[15] وهو ثانى أعلى وسام شرفي للجدارة بعد وسام الاستحقاق.

## أهم المقالات
- المراغي إتش، شو جي، المراغي دبليو، بيلر إف، شونسليبن بي، تسينج إم، برنارد أ، 2013. إدارة أنواع المنتجات. الورقة الرئيسية، حوليات CIRP - تكنولوجيا التصنيع، المجلد. 62/2، ص 629-652.[16]
- المراغي و، المراغي ح، تومياما تي، مونوستوري إل، 2012. التعقيد في التصميم الهندسي والتصنيع. الورقة الرئيسية، حوليات CIRP - تكنولوجيا التصنيع، المجلد. 61/2، ص 793 - 814.[16]
- السيد المراغي، عباس، م. 2015، «المنصات المشتركة لأنظمة تصنيع المنتجات»، حوليات CIRP - تكنولوجيا التصنيع، المجلد. 64/1، ص 407-410.[16]
- المراغي، هـ. الجداوي، ت. 2012 «التطور المشترك للمنتجات وإمكانيات التصنيع والتطبيق في تجميع قطع غيار السيارات»، مجلة الخدمات المرنة والتصنيع (FSMJ)، المجلد. 24/2، ص 142 - 170.[16]
- م. حنفي، المراغي، هـ. 2015، «تطوير تخطيط خط التجميع لتأخير تمايز المنتجات باستخدام شبكات النشوء والتطور»، المجلة الدولية لبحوث الإنتاج، المجلد. 53/9، ص 2633 - 2651.

## وصلات خارجية
- Hoda ElMaraghy on ResearchGate